# Brachycercus berneri
Brachycercus berneri är en dagsländeart som beskrevs av Tomáš Soldán 1986. Brachycercus berneri ingår i släktet Brachycercus och familjen slamdagsländor. Inga underarter finns listade i Catalogue of Life.